# Harsin (Belgique)
Pour les articles homonymes, voir Harsin.
Harsin est une section de la commune belge de Nassogne située en Région wallonne dans la province de Luxembourg.

## Géographie
Le village se trouve à quatre kilomètres au sud de Marche-en-Famenne et à six kilomètres à l’est de Rochefort. Il est traversé par la Wamme, un affluent de la Lomme.

## Démographie
- Source : INS recensements population.

## Histoire
En 1823, les localités de Charneux, Chavanne et Harsin fusionnent pour former la commune de Harsin.
Commune du département de Sambre-et-Meuse, elle est transférée à la province de Luxembourg après 1839.
À la fusion des communes de 1977, elle est intégrée à Nassogne.

## Économie
- Discothèque Metropolis.